# 便亭
亭樓（波斯語： / kušk），中文"乔木”譯作，是源自波斯的一種亭樓，亦見於土耳其和印度次大陸。Kiosk語源出自中古波斯語kōšk，現已成為英語等歐系語言的詞彙之一。

## 各國語的表記
阿拉伯语： / košk; 他加祿語：;  烏爾都語：; 法語：; 希臘語：; 德語：; 波蘭語：; 捷克語：; 葡萄牙語：; 羅馬尼亞語：; 保加利亞語： kyoshk; 克羅埃西亞語： 塞爾維亞語： / kiosk; 西班牙語： / kiosco。suomi kioski. 